# ولیکی بدیچ
ولیکی بدیچ (به لاتین: Veliki Badić) یک زیستگاه انسانی در بوسنی و هرزگوین است که در Bosanska Krupa واقع شده‌است.